# Weltrekord für die schnellste Motorrad-Umrundung Australiens

Verlauf

Die offizielle Route für die Rekordumrundung Australiens ist der National Highway 1, der durch jede größere Stadt mit Ausnahme Hobarts führt. Sowohl Startpunkt auf der Strecke wie auch Richtung (gegen oder mit dem Uhrzeigersinn) sind frei wählbar. Die Benennung dieser offiziellen Route war erforderlich, da einige Fahrer unterschiedliche Distanzen bei der Umrundung überwunden hatten. Die erste Umrundung Australiens mit dem Motorrad geht auf eine Wette zwischen zwei Amerikanern, dem Unternehmer Frank Wheeler (aka Big Frank) und dem Schallplattenproduzent Julian Grant mit einem Einsatz von 20.000 US-Dollar zurück. Frank Wheeler startete die erst Umrundung im Juli 1972 auf einer 125-cm³-Honda XL 125 mit einer gemessenen Zeit von 21 Tagen und 0 Stunden.
Nachfolgende eine Liste der Rekorde bis zum aktuell gültigen Rekord aus dem Jahre 1987:
- Frank Wheeler, Juli 1972, Honda XL 125, 16.572 Kilometer. 21 Tage 0 Stunden.
- Julian Grant, Mai 1973, Honda CB 750 Four, circa 16.000 Kilometer. 19 Tage 0 Stunden.
- Chris Peckham, Dezember 1973, 125-cm³-Honda, Kilometer nicht aufgezeichnet. 18 Tage 8 Stunden
- Don Kerr and Rich Willey, Oktober 1974, Kawasaki Z1, 16.400 Kilometer. 16 Tage 10 Stunden.
- Barry Renton, November 1974, Suzuki GT 500, 13.500 Kilometer. 14 Tage 9 Stunden.
- Shane Mc Lachlan, März 1975, Honda XL 350, Kilometer nicht aufgezeichnet. 14 Tage 4 Stunden 30 Minuten.
- Barry Renton, September 1975. Kawasaki KZ400, Kilometer nicht aufgezeichnet. 10 Tage 9 Stunden oder 10 Tage 10 Stunden.
- Rich Willey, November 1976. Kawasaki Z 650, 15.300 Kilometer. 10 Tage. 7 Stunden 54 Minuten.
- Warrick Shuberg, Oktober 1977. 900-cm³-Kawasaki, Kilometer nicht aufgezeichnet. 9 Tage 23 Stunden.
- Terry Tex O’Grady, März 1978. Honda CB 750 Four, Kilometer nicht aufgezeichnet. 8 Tage 23 Stunden 51 Minuten.
- Ray Kerr Lansom, Oktober 1981. BMW. Kilometer nicht aufgezeichnet. 8 Tage 4 Stunden 57 Minuten.
- Ross Atkin, September 1982. Kawasaki Z 1300. 15.015 Kilometer. 6 Tage 22 Stunden 51 Minuten.
- Rich Willey und Gary Van Straten, Oktober 1987. Beide auf Kawasaki GTR 1000. 15.508 Kilometer. 6 Tage.